# Julbock

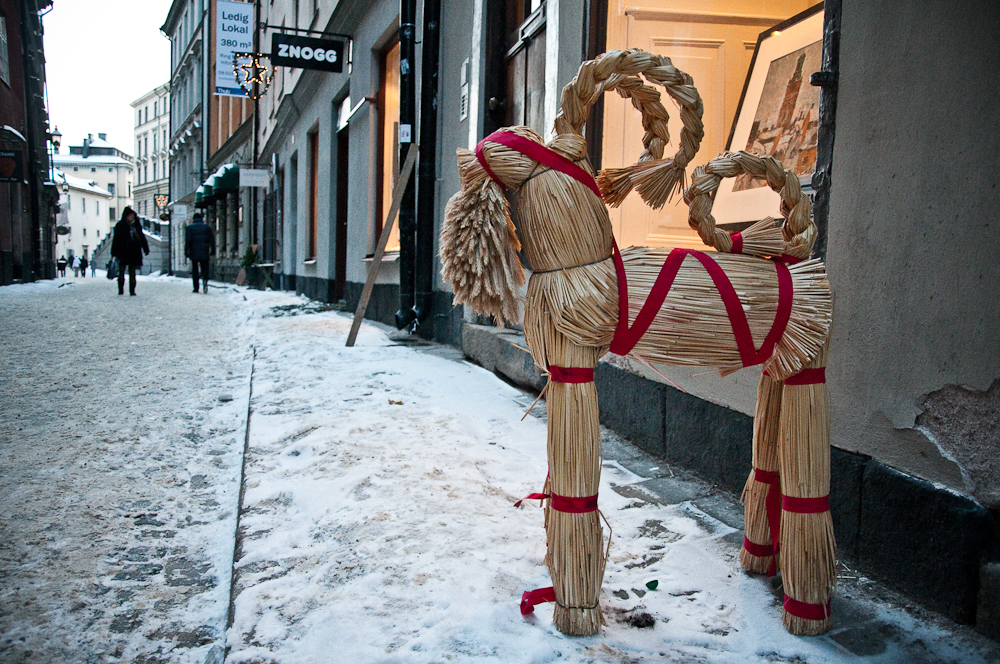
Un julbock delante de una tienda en una calle comercial de Estocolmo, Suecia.

El julbock (sueco: cabrón de Navidad) es un adorno navideño típico de Suecia, Dinamarca (danés: julebuk, juleged), Noruega (noruego: julebukk), Finlandia (finlandés: joulupukki), e Islandia (islandés: fingálpn). Fabricado artesanalmente de paja, y de distintos tamaños, tiene su posible origen en la tradición rural de sacrificar una cabra para celebrar el fin del año de labranza.

## Orígenes

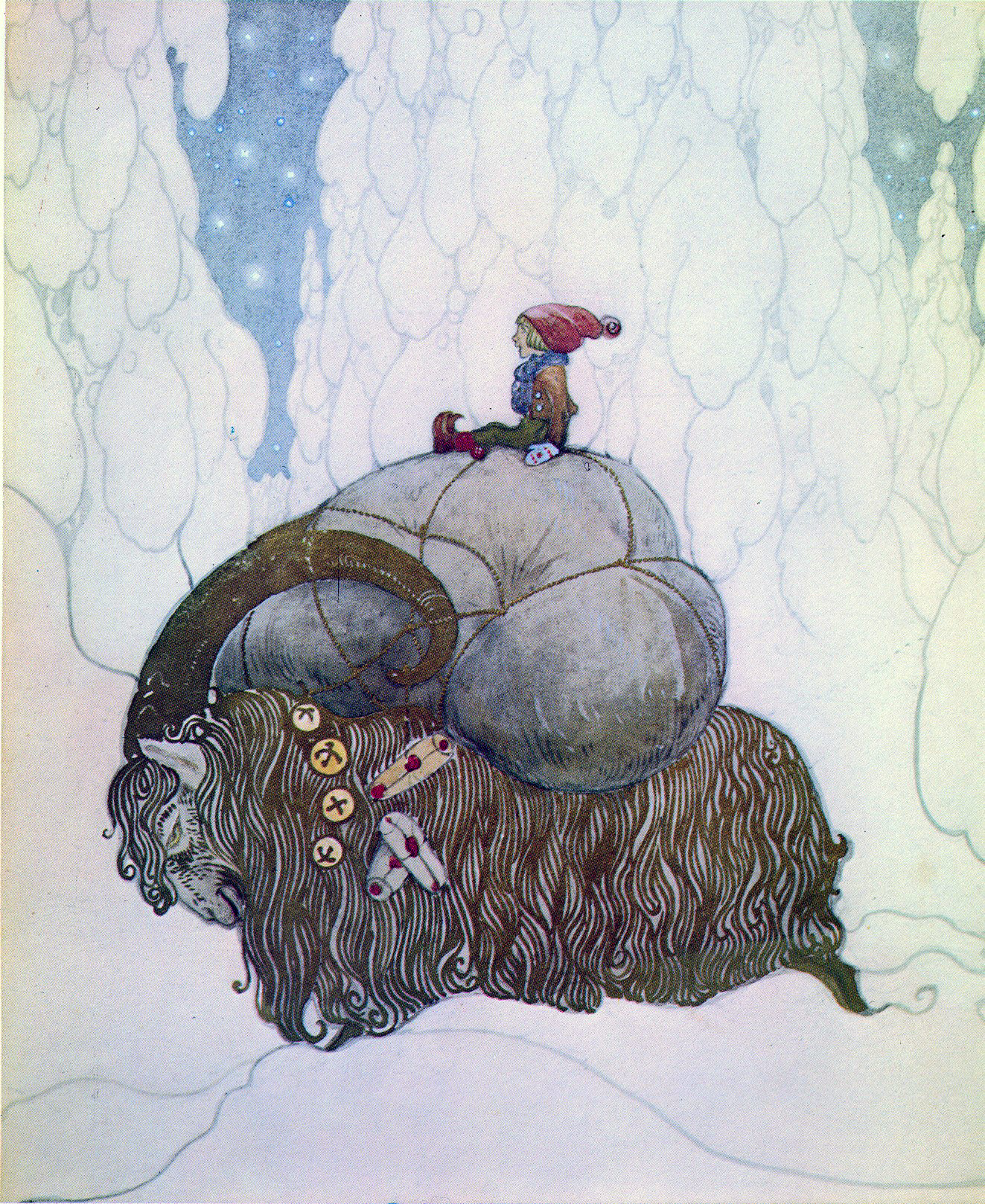
Julbocken de John Bauer, 1912.

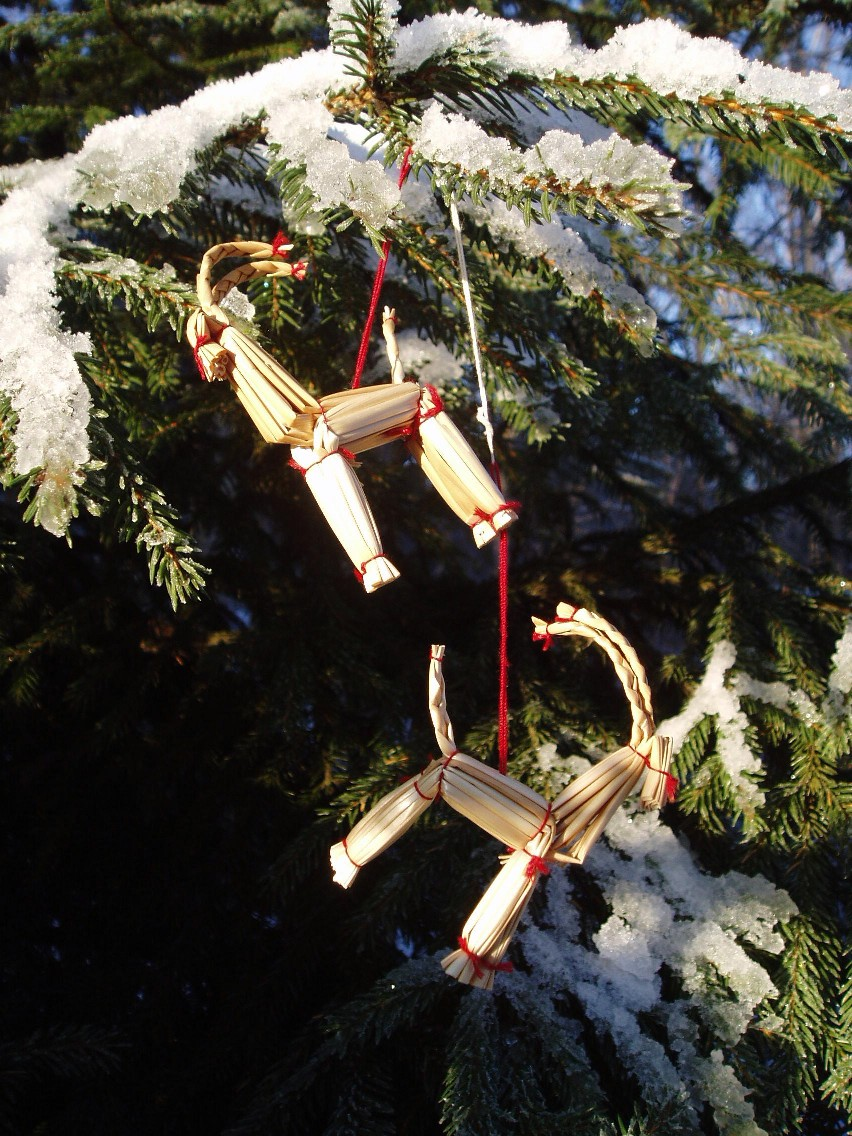
Julbocken como adornos en un árbol de Navidad.

Aunque se desconocen los orígenes de la tradición, algunos estudiosos sugieren que la similitud con otros ritos basados en disfraces de animales, pudo tener como referente la mitología celta, mientras otros señalan que la tradición es posterior, y posiblemente relacionada con el Klapperbock, Habergeiss o Erbsenbär alemán, que llegaría a Escandinavia por influencia de los comerciantes de la Liga Hanseática.
La tradición se representaba, sobre todo durante los siglos XVII y XVIII, con los hombres disfrazándose con el pellejo y cuernos de una cabra para representar el julbocken que traía los regalos de Navidad, desapareciéndo después por las presiones de la iglesia, donde se asocia la cabra con el Diablo. En Dinamarca se prohibió la celebración, a nivel local, en 1543. Siguieron sucesivas prohibiciones en los demás países escandinavos, incluso a través de leyes estatales, que culminaron con una ley sueca de 1808. No obstante, la costumbre perduró hasta el siglo XX.
La celebración del jul escandinavo es anterior a la Navidad cristiana, y se piensa que tiene su origen como celebración del solsticio de invierno.

## Gävlebocken

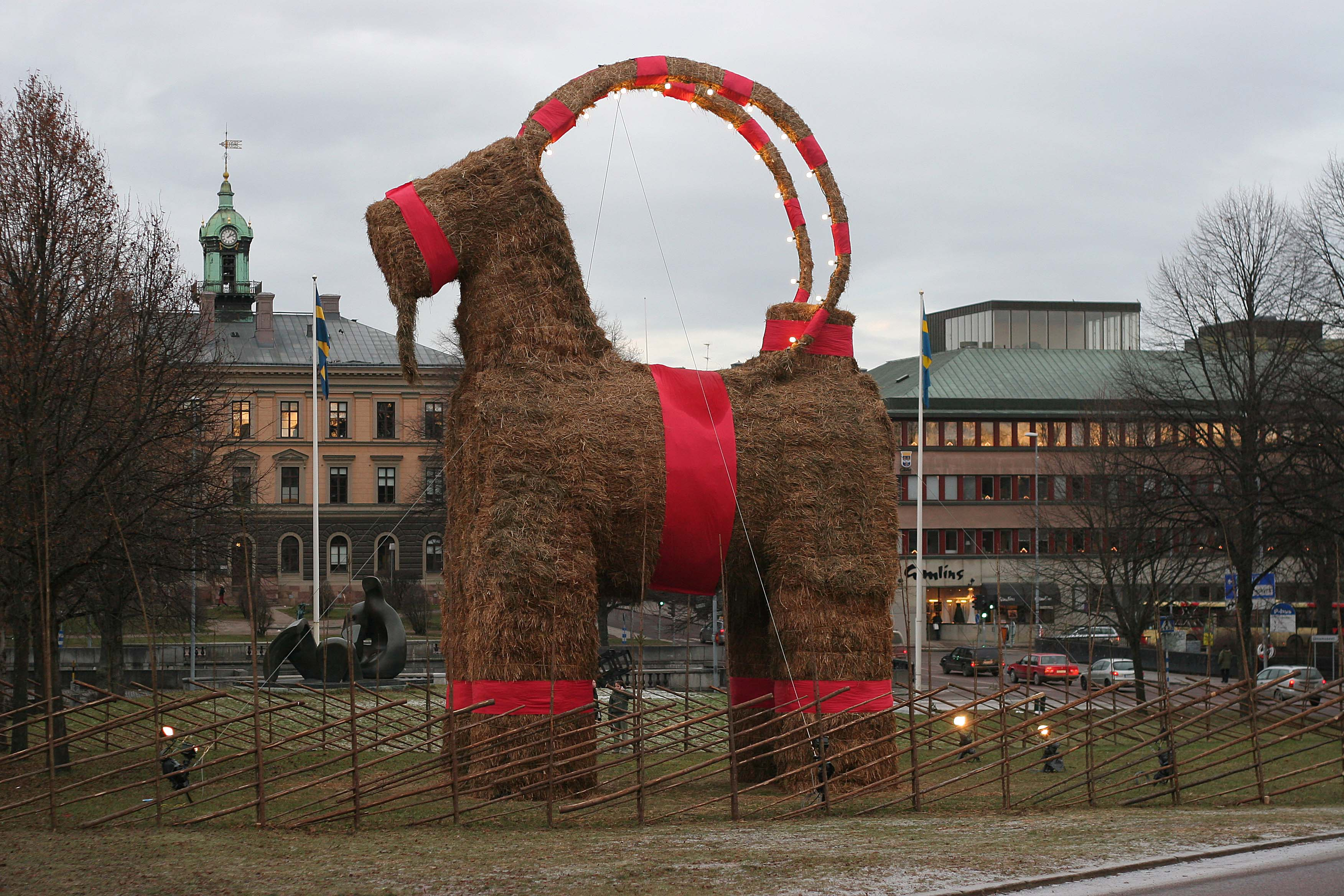
El Gävlebocken de 2006.

Desde 1966, cuando se construyó un julbock gigante de 3 metros de altura y 7 metros de largo, con un peso de tres toneladas, todos los años se construye en la ciudad de Gävle un julbock gigante, conocido como el Gävlebocken. El de 1993 se registró en el Libro Guinness de los récords al alcanzar una altura, incluyendo los cuernos, de 16 metros.